# Địa điểm căn cứ Cục hậu cần Quân giải phóng miền Nam Việt Nam (1973–1975)
Địa điểm căn cứ Cục hậu cần Quân giải phóng miền Nam Việt Nam (1973–1975) là một di tích quốc gia nằm cạnh hồ Cầu Trắng, ấp Hiệp Hoàn, xã Lộc Hiệp, huyện Lộc Ninh, tỉnh Bình Phước, Việt Nam.

## Địa lý
Khu di tích tọa lạc cạnh hồ Cầu trắng  thuộc ấp Hiệp Hoàn, xã Lộc Hiệp huyện Lộc Ninh, tỉnh Bình Phước, cách Thành phố Hồ Chí Minh khoảng 150 km (theo Quốc lộ 13). Cách trung tâm thị trấn Lộc Ninh hơn 10 km, về hướng Tây - Bắc đi huyện Bù Đốp.

## Kiến trúc

### Khu di tích
Khu di tích toạ lạc trên khu đất có diện tích 1,5 ha, được xây dựng từ năm 2009, khánh thành năm 2010 vào dịp kỷ niệm 70 năm truyền thống Tổng cục Hậu cần QĐNDVN, quần thể công trình khu di tích bao gồm: 
- Cụm nhà bia và Nhà trưng bày lưu niệm truyền thống Cục Hậu cần Quân giải phóng miền Nam;
- Cụm nhà bia và Ngôi Đền tưởng niệm hơn 9.000 liệt sỹ (là Quân, dân y và thương bệnh binh đã hy sinh), nay vẫn chưa tìm được hài cốt - Ngôi Đền thiêng còn được gọi là: "Đền tưởng niệm hơn 9.000 liệt sỹ chưa tìm được hài cốt".
- Nhà hội trường rộng 240 m².

### Tên gọi di tích
- Căn cứ Cục Hậu cần Quân giải phóng miền Nam Việt Nam (tên đầy đủ).
- Căn cứ Cục Hậu cần Quân giải phóng (tên rút gọn).
- Căn cứ Cục Hậu cần Miền (tên thường gọi)
- Căn cứ Hậu cần B2 (theo mật danh chiến trường).
- Căn cứ Cầu Trắng (theo địa danh)

### Vị trí di tích
• Khu di tích tọa lạc cạnh hồ Cầu trắng  thuộc ấp Hiệp Hoàn, xã Lộc Hiệp huyện Lộc Ninh, tỉnh Bình Phước.
• Khu di tích cách Thành phố Hồ Chí Minh khoảng 150 km (theo quốc lộ 13). Cách trung tâm Thị Trấn Lộc Ninh hơn 10 km, về hướng Tây - Bắc đi Bù Đốp.

## Lịch sử hình thành
Trong kháng chiến chống Mỹ, cứu nước, đặc biệt là giai đoạn 1973–1975, căn cứ Cục Hậu cần Quân giải phóng miền Nam Việt Nam đóng vai trò, vị trí chiến lược hết sức quan trọng đối với chiến trường B2 nói riêng và chiến trường miền Nam nói chung. 
Tháng 10 năm 1963, Phòng Hậu cần Miền được thành lập. Để đáp ứng sự phát triển nhanh chóng của Chiến tranh Việt Nam, ngày 10 tháng 12 năm 1964, Trung ương Cục miền Nam và Bộ Chỉ huy Miền quyết định thành lập Cục Hậu cần Quân giải phóng miền Nam Việt Nam (Cục Hậu cần Miền) trên cơ sở phát triển Phòng Hậu cần Miền. Cục Hậu cần Miền chịu sự chỉ huy trực tiếp của Bộ Chỉ huy Quân giải phóng miền Nam Việt Nam.
Ngày 07 tháng 04 năm 1972, Quân Giải phóng miền Nam Việt Nam chiếm được Lộc Ninh và nơi đây trở thành "thủ phủ" của Chính phủ Cách mạng lâm thời Cộng hòa miền Nam Việt Nam. Năm 1973, Bộ Chỉ huy Miền đã dời căn cứ từ huyện Dương Minh Châu (tỉnh Tây Ninh) về Căn cứ Tà Thiết (Lộc Ninh – Bình Phước) và Cục Hậu cần Miền chuyển từ Campuchia về lập căn cứ tại khu vực Hồ Cầu Trắng (xã Lộc Hiệp, huyện Lộc Ninh) mang mật danh V-104.
Địa điểm này được Ban chỉ huy cục Hậu cần Miền chọn làm căn cứ là hết sức "đắc địa", bởi đây là khu vực có rừng rậm và nhiều hồ nước tự nhiên, là điểm cuối của Tuyến đường vận tải chiến lược 559, nằm trên tuyến vận chuyển từ Tây Nguyên xuống và từ biên giới Campuchia sang, tiếp cận phía Tây Bắc Sài Gòn nên rất thuận lợi cho các hoạt động tổ chức lực lượng bảo đảm hậu cần kỹ thuật cho mặt trận, đồng thời cũng không xa sở chỉ huy Bộ Tư lệnh Miền. Doanh trại đóng quân, hội trường, sở chỉ huy của cơ quan Cục hậu cần Miền chủ yếu được làm bằng cây, tre rừng và lợp lá trung quân.
Giai đoạn này Hậu cần Miền đã nối liền vững chắc với tuyến vận tải chiến lược 559 vừa vươn sâu áp sát mục tiêu Sài Gòn bằng các đoàn Hậu cần khu vực, đồng thời tạo nguồn dự trữ vật chất hậu cần, kỹ thuật bằng phương cách truyền thống là chủ động sản xuất, khai thác tại chỗ, thu mua và nay tăng cường tiếp nhận chi viện trực tiếp từ miền Bắc bảo đảm kịp thời cho chiến trường B2, chi viện cho B3 và các cánh quân tiến vào giải phóng Sài Gòn.

## Sự kiện (1973-1975)
Trong Chiến tranh Việt Nam, đặc biệt là giai đoạn 1973-1975, căn cứ Cục hậu cần Quân Giải phóng miền Nam Việt Nam đóng vai trò, vị trí chiến lược hết sức quan trọng, đối với chiến trường B2 nói riêng, miền Nam nói chung. Trong giai đoạn lịch sử 1973-1975, di tích căn cứ Cục hậu cần Miền đã gắn liền với nhiều sự kiện lịch sử tiêu biểu như: 
- Sau khi Hiệp định Pa-ri được ký kết (27/01/1973), để phù hợp với tình hình mới có lợi cho cách mạng miền Nam, Bộ Tư lệnh Miền đã dời căn cứ từ huyện Dương Minh Châu (tỉnh Tây Ninh) về căn cứ Tà Thiết thuộc xã Lộc Thành, huyện Lộc Ninh, tỉnh Bình Long cũ (nay là tỉnh Bình Phước) [2], tại đây bố trí: Sở chỉ huy Bộ Tư lệnh Miền, nơi ở và làm việc các lãnh đạo chỉ huy, nhà khách và các cơ quan của Cục Tham mưu, Cục Chính trị. Riêng các cơ quan cục Hậu cần Miền chuyển từ Campuchia về đóng quân tại căn cứ Cầu Trắng, xã Lộc Hiệp, huyện Lộc Ninh (khu B). Vòng ngoài dịch về phía các xã Lộc Thành, Lộc Tấn, gồm các bộ phận trực thuộc các Cục, như Trường huấn luyện, Bệnh viện, Thông tin... Ngoài ra, các cơ quan hậu cần, các kho hậu cần thuộc Cục Hậu cần Miền được bố trí tại nhiều khu vực ở các xã Lộc Quang, Lộc Hòa, Lộc Hiệp, Lộc Tấn - những địa điểm nằm ở khu vực cuối cùng của tuyến đường vận tải chiến lược đường 559 (đường Trường Sơn), thuận tiện cho công tác tiếp nhận vật chất hậu cần kỹ thuật chi viện từ miền Bắc.
- Chiến dịch Nguyễn Huệ (31/3/1972 - 28 /1 /1973) - đã Giải phóng một phần các tỉnh Bình Long, Phước Long, tỉnh Tây Ninh làm nơi đóng trụ sở của Chính phủ cách mạng lâm thời Cộng hòa miền Nam Việt Nam, làm bàn đạp uy hiếp Sài Gòn từ hướng Bắc và Tây Bắc. lập nên thế trận "da báo" ở miền Đông Nam Bộ trước khi Hiệp định Paris được ký kết. Ngày 7 tháng 4 năm 1972, Lộc Ninh được hoàn toàn giải phóng và trở thành thủ phủ của Chính phủ Cách mạng lâm thời Cộng hòa miền Nam Việt Nam. Vùng giải phóng được mở rộng là một thuận lợi rất lớn cho việc xây dựng căn cứ.
- Tiêu diệt yếu khu Bù Bông - chi khu Kiến Đức năm 1973, mở rộng hành lang vận chuyển chiến lược đường Trường Sơn vào Nam Bộ;
- Tháng 3 năm 1973, Bộ Tổng Tư lệnh cử một đoàn cán bộ do đồng chí Đinh Đức Thiện – Chủ nhiệm Tổng cục Hậu cần dẫn đầu vào thị sát, kiểm tra công tác hậu cần chiến trường B2 để ra kế hoạch chi viện chiến trường 3 năm (1973-1975). Cùng đi với đoàn còn có đồng chí Tố Hữu, Thường trực Ban Bí thư TƯ Đảng, Trưởng Ban Tuyên giáo TƯ và đồng chí Nguyễn Thọ Chân, Phó Ban Thống nhất TƯ. Đoàn đã chỉ đạo Hậu cần chiến trường đẩy mạnh xây dựng căn cứ và các đơn vị hậu cần, phát triển sản xuất, tăng cường thu mua dự trũ, củng cố giao thông vận tải, điều chỉnh lại tổ chức, bố trí lực lượng để đưa thế và lực hậu cần trên chiến trường lên một bước vững chắc, đảm bảo cho thắng lợi cách mạng.
- Tháng 11/1973, Đánh phá tổng kho xăng dầu Nhà Bè "dạ dày chiến tranh" lớn nhất của địch ở miền Nam;
- Chiến dịch Đường 14 - Phước Long (13/12/1974 - 6/1/1975), kết quả ta đã đạt được mục tiêu mở rộng vùng giải phóng, chiếm được hoàn toàn tỉnh Phước Long chỉ còn cách không xa Sài Gòn, trung tâm chỉ huy QLVNCH. Mở thông tuyến nối giữa Sài Gòn với Nam Tây Nguyên, phía Bắc đông Nam Bộ và Đông Bắc Campuchia (qua đường 331 và quốc lộ 14)... Trong những cuộc tấn công đầu tiên, phá các đồn nhỏ của VNCH ở Bù Đăng và Bù Na trên Đường 14, Quân giải phóng đã thu được nguyên vẹn 4 khẩu lựu pháo 105 mm và 7.000 viên đạn pháo, đã góp phần cho cục Hậu cần Miền tăng được lượng dự trữ vật chất kỹ thuật đảm bảo cho chiến đấu (xin lưu ý là với số lượng 7.000 viên đạn pháo là hơn nửa số đạn mà Bộ Tổng Tham mưu có kế hoạch sử dụng trong suốt chiến dịch 1975 trên toàn quốc), BTL Miền bây giờ đã có thể yên tâm sử dụng lượng chiến lợi phẩm này cho cuộc tấn công vào thủ phủ của tỉnh Phước Long mà thậm chí không cần động tới số dự trữ đạn dược khi đó. Trên thực tế, Cục Hậu cần Miền kỳ vọng sẽ thu được thậm chí còn nhiều đạn được hơn ở các căn cứ địch lớn hơn... Vào ngày 6 tháng 1, Sư đoàn 3 và 7 hoàn tất việc chiếm tỉnh Phước Long và thu được thêm 10.000 viên đạn pháo... Qua những trận thắng lợi ròn rã của chiến dịch, ta đã đánh và chiếm các kho đạn dược của địch để bổ sung cho ta, giải quyết được vấn nạn thiếu đạn dược nghiêm trọng [3]... Chiến dịch còn mang ý nghĩa chiến lược quan trọng là thăm dò phản ứng của Hoa Kỳ cũng như khả năng ứng cứu, phản kích, giải tỏa của Quân lực Việt Nam Cộng hòa trước khi bước vào Chiến dịch Tổng tiến công và nổi dậy mùa xuân 1975, đưa đến sự sụp đổ của Quân lực và chính quyền Việt Nam Cộng hòa.
- Chiến dịch Xuân Lộc - Long Khánh, diễn ra trong khoảng 9-20 tháng 4 năm 1975 giữa Quân Giải phóng miền Nam Việt Nam đối đầu Quân lực Việt Nam Cộng hòa (QLVNCH) với sự hỗ trợ của Bộ chỉ huy Viện trợ Quân sự Mỹ tại Việt Nam. Chiến dịch này là một mốc quan trọng của quá trình tiến tới sự kiện 30 tháng 4 năm 1975, vì Xuân Lộc là khu vực phòng thủ trọng yếu trong tuyến phòng thủ cơ bản (Biên Hòa - Xuân Lộc - Bà Rịa - Vũng Tàu) của QLVNCH để phòng giữ cửa ngõ phía đông của Sài Gòn [4].
- Để chuẩn bị cho Chiến dịch giải phóng Sài Gòn – Gia Định (ngày 14 tháng 4 năm 1975 được đổi tên là Chiến dịch Hồ Chí Minh). Đầu tháng 4 năm 1975, đồng chí Trung tướng Đinh Đức Thiện Phó Tư lệnh chiến dịch, thay mặt Quân ủy và Bộ Chỉ huy chiến dịch, đã giao nhiệm vụ cho Cục Hậu cần Miền thực hiện nhiệm vụ hậu cần chiến dịch. Theo quyết định của Quân uỷ và Bộ Tư lệnh Miền, Cục Hậu cần Miền được tổ chức thành cơ quan Hậu cần chiến dịch. Thiếu tướng Bùi Phùng[5], Cục trưởng Cục Hậu cần Miền là Chủ nhiệm hậu cần Chiến dịch Hồ Chí Minh [6]. Trước đó, để nâng cao năng lực hoàn thành nhiệm vụ của các cơ quan, đơn vị ngành hậu cần kỹ thuật tiền phương, Cục Hậu cần Miền đã: 
  - Kiện toàn tổ chức của cơ quan hậu cần chiến dịch, gồm 12 phòng: phòng Tham mưu – kế hoạch (P1); phòng Chính trị (P2); phòng Quân nhu (P3); phòng Kỹ thuật- Quân giới (P4); phòng Quân y (P5); phòng Tài vụ (P6); phòng Sản xuất (P7); phòng Xăng xe (P8); phòng Vận tải (P9); phòng Văn phòng Cục (P10); phòng Vật tư- khí tài (P11) và phòng Kiến thiết cơ bản (P12).
  - Tổ chức hoàn chỉnh 15 bệnh viện và 17 đội triều trị. Trên cơ sở lực lượng hậu cần tại chỗ, điều chỉnh bố trí 8 đoàn hậu cần khu vực (210, 220, 230, 235, 240, 340 [7],770, 814...) áp sát mục tiêu Sài Gòn từ mọi phía để đảm bảo cho chiến dịch giải phóng Sài Gòn – Gia Định toàn thắng[8].
  - Trên cơ sở tăng cường cho hậu cần chiến dịch, cục Hậu cần Miền nhanh chóng điều chỉnh lực lượng, bổ sung vật chất cho phù hợp với quyết tâm của Bộ Tư lệnh chiến dịch, đảm bảo hậu cần kỹ thuật cho 5 hướng tiến công giải phóng Sài Gòn. Đồng thời tăng cường lực lượng và vật chất cho các cấp từ quân khu, quân đoàn trở xuống để các lực lượng của Miền chủ động hơn, tạo thành một thế trận hậu cần vững chắc và liên hoàn, bám sát chiến dịch, phục vụ đầy đủ, kịp thời cho cuộc Tổng tiến công và nổi dậy của quân và dân toàn Miền [9].
- Mùa Xuân 1975, lúc đầu Bộ chính trị và Quân ủy Trung ương chủ trương giải phóng hoàn toàn miền Nam trong 2 năm, nếu có thể thì giải phóng ngay trong năm 1975. Để chuẩn bị cho quyết tâm chiến lược này, đòi hỏi Cục Hậu cần Miền phải tập trung cao độ xây dựng và triển khai một kế hoạch đảm bảo về hậu cần và kĩ thuật hết sức to lớn và toàn diện... Trước những biến đổi mau lẹ của chiến trường, ta chủ trương quyết tâm giải phóng miền Nam trước mùa mưa 1975. Cuộc tổng tiến công chiến lược diễn ra trên địa bàn miền Nam vừa rộng và dài hàng ngàn cây số lại phải đảm bảo nhiều cánh quân, đặc biệt là các quân đoàn cơ giới vận động đến đâu thì cơ sở vật chất hậu cần kỹ thuật phải vươn theo đến đó, quan trọng là lượng vật chất cho trận đánh cuối cùng đòi hỏi một khổi lượng rất lớn, chủng loại hết sức đa dạng... Vì vậy công tác đảm bảo hậu cần kĩ thuật cũng phải có phương thức bảo đảm thần tốc, kịp thời và đầy đủ cho chiến dịch.

Với tác phong sâu sát, Tướng Đinh Đức Thiện, Phó Tư lệnh Chiến dịch, sau khi đã trực tiếp đi kiểm tra một số cơ sở hậu cần và nghe Thiếu tướng Bùi Phùng Chủ nhiêm Hậu cần chiến dịch báo cáo, ông đã hoàn toàn yên tâm, đăc biệt với lượng vật chất đã có trong tay rồi kết luận:" Việc tổ chức đảm bảo lượng vật chất cũng như bố trí lực lượng hậu cần ở các cụm các tuyến đã tạo thành một thế trận Hậu cần liên hoàn và vững chắc, sẵn sàng đáp ứng hiệu quả mọi tình huống, mọi yêu cầu của Chiến dịch ..." 
Theo đúng như trong báo cáo mà câu trả lời của Tướng Đinh Đức Thiện trước Trung ương về tình hình chuẩn bị hậu cần kĩ thuật: "... có thể bắn đến mấy đời" và lời của ông với cán bộ chiến sĩ '... các cậu cứ bắn thật mạnh vào! Bắn cho chúng nó sợ. Sợ đến ba đời !'  .
- Đúng 17 giờ ngày 26 tháng 4 năm 1975, Chiến dịch Hồ Chí Minh lịch sử nổ súng mở màn các cuộc tiến công lớn vào Sài Gòn trên tất cả các hướng[11].
- Đúng 11 giờ 30 phút ngày 30 tháng 4 năm 1975, Quân giải phóng đã tiến vào Dinh Độc Lập. Tổng thống Dương Văn Minh cùng toàn bộ nội các của chính quyền Việt Nam Cộng hòa phải đầu hàng vô điều kiện.
- Là một bộ phận của Hậu cần chiến lược, Cục Hậu cần Miền đã trực tiếp giúp Trung ương Cục Miền Nam, Quân ủy và Bộ Tư lệnh Miền chỉ đạo tổ chức, đảm bảo hậu cần cho các lực lượng vũ trang giải phóng chiến đấu, chiến thắng, góp phần vào thắng lợi vẻ vang của Chiến dịch Hồ Chí Minh lịch sử, giải phóng hoàn toàn miền Nam, thống nhất đất nước. Đại tướng Hoàng Văn Thái đã đánh giá:

Thành công trên mặt trận hậu cần là một thành công có tầm chiến lược của chiến trường B2. Hay nói cách khác thành công của hậu cần B2 là một trong những nhân tố có ý nghĩa quyết định thắng lợi của cuộc kháng chiến chống Mỹ trên chiến trường B2".
- Sau ngày 30 tháng 4 năm 1975, Cục Hậu cần Miền nhanh chóng tập trung triển khai nhiệm vụ tiếp quản các cơ sở hậu cần lớn của quân đội Sài Gòn, kiểm kê và bàn giao lại cho Tổng cục Hậu cần và các Quân khu phía Nam theo chỉ lệnh của Bộ Quốc phòng. Đến giữa năm 1976 thì rút toàn bộ lực lượng khỏi Căn cứ Cầu Trắng [13].

## Tri ân và Vinh danh
Tri ân những cán bộ, chiến sĩ Quân Giải phóng miền Nam Việt Nam đã hy sinh trên chiến trường B2. Tổng cục Hậu cần Quân đội Nhân dân Việt Nam, BTL Quân khu 7 cùng với Ban liên lạc Cựu Chiến binh Cục Hậu cần Miền và BLL Quân dân y miền Đông Nam Bộ đã tiến hành xây dựng tại khu hồ Cầu Trắng, xã Lộc Hiệp, huyện Lộc Ninhcụm công trinh: nhà bia và khu lưu niệm Cục Hậu cần Miền, khu tưởng niệm hơn 9.000 liệt sỹ chưa tìm được hài cốt. Đồng thời dựng nhà bia lưu niệm điểm cuối tuyến đường ống dẫn xăng dầu chiến lược dài trên 5.000 km từ biên giới Việt - Trung (trong đó có 1.450 km chạy theo hai nhánh Đông và Tây đường Trường Sơn, vào đến kho VK96 tại xã Bù Gia Mập, huyện Bù Gia Mập, tỉnh Bình Phước, vừa là điểm cuối của tuyến đường ống, đồng thời cũng là điểm tiếp nhận đầu tiên trên địa bàn chiến trường B2, từ đây Cục Hậu cần Quân giải phóng tiếp nhận, đưa về các kho VK94 (Bù Đốp), VK98 (Lộc Quang), VK99 (Lộc Hòa) và các quân khu, quân đoàn, các đơn vị, các Đoàn hậu cần khu vực.
Đặc biệt nơi đây còn là địa chỉ đỏ, lưu danh hàng ngàn liệt sỹ của ngành Hậu cần cùng các thương bệnh binh Quân giải phóng đã anh dũng hy sinh, được khắc trên bia đá (đặt trong Nhà tưởng niệm). Vì vậy nơi đây đã trở thành một địa chỉ quen thuộc của nhiều thân nhân các liệt sỹ (không chỉ riêng ngày 27-7 hàng năm) vẫn thường xuyên đi lại, hương khói cho các liệt sỹ sau mấy chục năm nước nhà thống nhất vẫn chưa tìm được hài cốt của người thân.

## Di tích cấp Quốc gia
Di tích Căn cứ Cục Hậu cần Quân giải phóng giai đoạn 1973-1975 đã được xếp hạng là Di tích lịch sử cách mạng cấp Quốc gia. Địa điểm này là một bộ phận quan trọng cấu thành Di sản văn hóa tỉnh Bình Phước nói chung và huyện Lộc Ninh nói riêng.
Di tích là nơi lưu giữ những kỷ vật, hình ảnh, tư liệu về quá khứ hào hùng của cán bộ, chiến sỹ Hậu cần Miền năm xưa. Có vai trò quan trọng trong việc tuyên truyền, giáo dục về sức mạnh cũng như nghệ thuật quân sự của ngành Hậu cần Quân đội Nhân dân Việt Nam.
Hằng năm, di tích tiếp đón nhiều đoàn cựu chiến binh, thanh thiếu niên, sinh viên học sinh và nhân dân đến tìm hiểu, tuyên truyền, nghiên cứu lịch sử và tưởng niệm tri ân các anh hùng liệt sỹ trong cuộc kháng chiến chống Mỹ cứu nước của dân tộc.
Nơi đây đã trở thành một địa chỉ đỏ du lịch về nguồn, góp phần giáo dục truyền thống cách mạng, truyền thống yêu nước của dân tộc ta cho các thế hệ người Việt Nam hôm nay và mai sau .
Qua tổ chức tập hợp chứng cứ lịch sử, hồ sơ khoa học theo đúng trình tự quy định trong Luật Di sản văn hóa để trình các cơ quan chức năng nhà nước, cùng với đường Hồ Chí Minh được Thủ tướng Chính phủ công nhận di tích Quốc gia đặc biệt - Địa điểm Căn cứ Cục Hậu cần Quân giải phóng miền Nam Việt Nam đã được Bộ Văn hóa, Thể thao và Du lịch xếp hạng di tích lịch sử Quốc gia (theo quyết định ngày 10/3/2014). Cả hai di tích trên địa bàn tỉnh đã được bàn giao cho Sở văn hóa - thể thao và du lịch Bình Phước quản lý.